# Es Grau
Es Grau és un nucli tradicional de Maó de 167 habitants. És un dels llocs d'estiueg més antics de la gent de Maó, ja que les primeres casetes daten de finals del segle xix. Avui, hi ha una intensa vida social, turisme, té associació de veïns i celebra les seves festes al juliol. La platja des Grau, separada per una massa boscosa de l'albufera, és gran i d'arena fina, amb aigües poc profundes. A l'estiu, cada dia surt dels molls una barca cap a l'illa d'en Colom.
Forma part del Parc Natural de s'Albufera des Grau, i és zona protegida de flora i fauna.